# 东北摇篮曲
东北摇篮曲是中国著名的摇篮曲，是代表东北地区的一首民歌。

## 当代大陆流传版本作者
该民歌的当代大陆流传版本词曲作者为郑建春，生前曾任大连歌舞团团长，为国家一级作曲家。共创作了400余首（部）音乐作品。这首《摇篮曲》创作于1960年，当时郑建春在新金县（现普兰店）农村采风时听到一些民间小调，这些小调触及了郑建春的创作灵感，于是他在此基础上谱曲填词而成《摇篮曲》。《摇篮曲》于1960年完成后，1962年由大连歌舞团演员徐桂珠首唱，随后被许多歌唱家演唱并流传至今。  

## 歌词

### 传统版本
| 月儿明，风儿静， 树叶儿遮窗棂啊， 蛐蛐儿，叫铮铮， 好比那琴弦儿声啊。 琴声儿轻，调儿动听， 摇篮轻摆动啊， 娘的宝宝，闭上眼睛， 睡了那个睡在梦中。 | 小鸽儿，要和平， 呱呱它叫两声啊， 小宝宝，睡梦中， 微微他露了笑容啊。 眉儿轻，脸儿那个红， 好似个小英雄啊， 将来英雄，他去当兵， 为了国民立下大功。 | 露水儿，洒花儿， 窗前的花儿红啊， 花儿开，花儿红， 宝宝你就要长成啊。 月儿明，风儿那个静， 蛐蛐儿还叫两声啊， 娘的宝宝，闭上眼睛， 睡了那个睡在梦中。 |

### 文革版本
| 月儿明，风儿静， 树叶儿遮窗棂呀， 蛐蛐儿叫铮铮， 好比那琴弦儿声啊。 琴声儿轻，调儿动听， 摇篮轻摆动啊， 娘的宝宝闭上眼睛， 睡了那个睡在梦中。 | 夜空里，卫星飞， 唱着那“东方红”啊， 小宝宝，睡梦中， 飞上了太空啊。 骑上那个月儿，跨上那个星， 宇宙任飞行啊， 娘的宝宝立下大志， 去攀那个科学高峰。 | 报时钟，响叮咚， 夜深人儿静啊， 小宝宝，快长大， 为祖国立大功啊。 月儿那个明，风儿那个静， 摇篮轻摆动啊， 娘的宝宝睡在梦中， 微微地露了笑容。 |

### 爱心关怀慈善演出 版本[2]
| 月儿明，风儿静， 树叶儿遮窗棂呀， 蛐蛐儿叫铮铮， 好比那琴弦儿声啊。 琴声儿轻，调儿动听， 摇篮轻摆动啊， 娘的宝宝闭上眼睛， 睡了那个睡在梦中。 | 小卫星，天上飞， 夜空放光明啊， 小宝宝，睡梦中， 飞上了太空啊。 骑上那个月儿，跨上那个星， 宇宙任飞行啊， 娘的宝宝立下大志， 去攀那个科学高峰。 | 报时钟，响叮咚， 夜深人儿静啊， 小宝宝，快长大， 为祖国立大功啊。 月儿那个明，风儿那个静， 摇篮轻摆动啊， 娘的宝宝睡在梦中， 微微地露了笑容。 |

### 北京天使合唱團版本[3]
| 月兒明，風兒靜。 樹葉兒遮窗櫺， 蛐蛐兒叫錚錚， 好比那琴弦兒聲。 琴聲兒輕，調兒動聽， 搖籃輕擺動。 娘的寶寶閉上眼睛， 睡了那個睡在夢中。 | 夜空裡，銀星飛， 飛到那東方紅。 小寶寶睡夢中， 飛上了太空。 騎上那個月兒，跨上那個星， 宇宙任飛行。 娘的寶寶立下大志， 去攀那個科學高峰。 娘的寶寶立下大志， 去攀那個科學高峰。 | 報時鐘，響叮咚。 夜深人兒靜， 小寶寶快長大， 為人類立大功。 月兒那個明，風兒那個靜， 搖籃輕擺動。 娘的寶寶睡在夢中， 微微地露了笑容。 |

## 资料来源
1. ↑  .   [2012-01-17]. （原始内容存档于2012-02-14）. 大连版权保护协会网站——“大连市音乐家协会召开郑建春《摇篮曲》维权座谈会”
2. ↑  .   [2020-10-12]. 何珊, 东北摇篮曲, Garland of Songs Charity Concert, 11 Oct 2014
3. ↑  .   [2020-05-25].[] 北京天使合唱團, 【东北摇篮曲】,